# Susy Leiva
Susana Teodora Ramona Leiva (Mendoza, 31 de agosto de 1933 - Baradero, 4 de octubre de 1966) fue una popular cantante de tangos y actriz argentina.

## Biografía

### Carrera artística
Susy fue, pese a su juventud y corta trayectoria artística, una de las vocalistas preferidas del gran compositor y director de orquesta Mariano Mores. La grabación del tango de Mores Frente al mar fue el gran éxito de Susy que la llevó a convertirse en la voz femenina más popular del tango a principios de los años 1960. 
Actuó en Buenos Aires en la Alameda de Avenida de Mayo y en la peña de Pancho Cárdenas, luego de ser coronada Reina del Trabajo bajo el gobierno de Juan Domingo Perón, el 1 de mayo de 1954. Se incorporará también a la orquesta del maestro Juan Canaro y  recorrerá Japón y gran parte de América Latina, como por ejemplo México (donde conoce al maestro Mores en una reunión invitada por Libertad Lamarque en su residencia) y Cuba. Con su tango Remembranza hizo fama de una cualidad vocal de soprano insuperable, junto a su esbelta figura jovial. 
Participó de cuatro películas en la década de 1960 como: Buenas noches, Buenos Aires, Dos quijotes sobre ruedas, Ritmo, amor y juventud y Casa de mujeres, de poca trascendencia en el mercado cinematográfico argentino.

## Muerte

### Circunstancias
Fue justamente en el marco de una gira en su país donde sufrió un siniestro automovilístico que le costó la vida, en la Ruta Nacional 9, a la altura del kilómetro 126, barra divisional 500, cercano a la localidad de Baradero (provincia de Buenos Aires). A las 2 de la madrugada del martes 4 de octubre de 1966, y después de participar de un festival de canto del canal 5 de Rosario junto a su marido Manuel Villamor y mánager y una amiga personal, Alba Velázquez, en una jornada de intensa lluvia, el Valiant blanco que los conducía se estrelló contra un coche que provenía del lado contrario. Pese a ser invitada a pasar esa noche en un hotel y por ende haber omitido quedarse en la ciudad, algunos trascendidos dieron cuenta de que su marido, en esa trágica ocasión, manejaba en evidente estado de ebriedad. Susy Leiva está sepultada en el Panteón de SADAIC del cementerio de la Chacarita.

## Discografía
- 1962?: "Canción de Buenos Aires" - CAMDEN
- 1964: "Antes del adiós" - DISCOS LONDON
- 1965: "La dama del tango" - DISCOS LONDON
- 1975: "Tangos con la inolvidable Susy Leiva" - RÉCORD PARNASO S.A.
- 1978: "Susy Leiva" - RCA
- ????: "Tango con su mejor intérprete Susy Leiva" - MUSART
- ????: "El tango y sus invitados" - DISCOS TRÉBOL
- ????: "Sus últimas canciones"
- ????: "Las últimas canciones de Susy Leiva"
- 2000: "Grandes éxitos" - DISCOS MAGENTA
- 2009: "Grandes éxitos" - DISCOS MAGENTA

## Filmografía
- Ritmo, amor y juventud (1966)
- Dos quijotes sobre ruedas (1966)
- Buenas noches, Buenos Aires (1964)

## Teatro
- 1963: Buenas noches Buenos Aires, en el Teatro Astral, con Hugo del Carril, Virginia Luque, Mariano Mores, Juan Verdaguer y Alberto Marcó. Estrenado en el Teatro Astral.